# Jules Banza Mwilambwe
Jules Banza Mwilambwe, né en 1971 dans la province du Tanganyika, en république démocratique du Congo (RDC), est un officier des Forces armées de la république démocratique du Congo (FARDC).  
Depuis  le 6 janvier 2025, il occupe le poste de chef d’état-major des armées congolaises.
Avant cette nomination, Jules Banza a servi en tant que commandant adjoint de la Garde républicaine, une unité chargée de la sécurité des institutions et du Chef de l’Etat. À partir d'octobre 2022, il a assumé les fonctions de chef adjoint de la Maison militaire, un rôle stratégique axé sur les opérations et le renseignements militaires. Durant cette période, en octobre 2022, il a été promu au grade de lieutenant-général.

## Biographie
Jules Banza Mwilambwe est né en 1971, dans la province du Tanganyika, en république démocratique du Congo (RDC). 
Spécialiste en artillerie et en blindés, il a suivi les formations de commandement et d’état-major. Il a aussi étudié à l’Ecole supérieure de guerre de Yaoundé, au Cameroun, et a également été formé au Collège des hautes études de stratégie et de défense (en), à Kinshasa,,.

## Parcours aux FARDC
Jules Banza Mwilambwe a servi au sein du 13e régiment blindé de la Garde républicaine, une unité d’élite chargée de la sécurité du Chef de l’État, où il a occupé le poste de Commandant Adjoint chargé de l’administration et de la logistique,,.
En octobre 2022, il est promu au grade de lieutenant-général, et est nommé chef-adjoint de la Maison militaire du chef de l’État, où il est responsable des opérations et des renseignements,,. 
Le 19 décembre 2024, Jules Banza est nommé chef d’état-major des Forces armées de la république démocratique du Congo par le président de la république, Félix Tshisekedi,,.
Cette nomination intervient dans un contexte d'escalade des tensions dans la région du Nord-Kivu, située à l'est de la république démocratique du Congo, où des groupes armés sont impliqués dans des conflits, notamment le Mouvement du 23 mars (M23) dont l'activité militaire s'intensifie dans la région,,.
Selon une source de Jeune Afrique  au sein de la présidence, sa nomination est largement attribuée à son passage à la Maison militaire, où il a acquis une expertise significative dans le domaine du renseignement. De plus, son expérience opérationnelle et logistique au sein de la Garde républicaine a renforcé ses compétences,.
Le 6 janvier 2025, lors d'une cérémonie militaire au camp Kokolo, il est investi par Félix Tshisekedi dans ses fonctions de chef d’état-major des FARDC, remplacant le lieutenant-général Christian Tshiwewe Songesha.